# آلسیو لوسیانی
آلسیو لوسیانی (انگلیسی: Alessio Luciani؛ زادهٔ ۱۶ ژانویهٔ ۱۹۹۰) بازیکن فوتبال اهل ایتالیا است.
از باشگاه‌هایی که در آن بازی کرده‌است می‌توان به باشگاه فوتبال سالرنیتانا، باشگاه فوتبال آ. ث. لومتزانه، و باشگاه ورزشی لاتزیو اشاره کرد.